# Winx Club - Quest for the Codex
Winx Club - Quest for the Codex è un videogioco del 2006 sviluppato dalla Powerhead Games e pubblicato dalla Konami per Nintendo DS e Game Boy Advance. Il gioco è ispirato al cartone animato Winx Club.
Il videogioco è stato distribuito negli Stati Uniti a novembre 2006, mentre in Europa e Oceania a dicembre dello stesso anno.

## Colonna sonora
1. We Are the Winx
2. Bloomix
3. Floronomy
4. Stellarox
5. Musacalitix
6. Tecnaglix
7. Heya Layla
8. Adventure Awaits
9. Fear

## Trama
Le Winx devono sconfiggere il malvagio Lord Darkar, del tutto intenzionato ad impossessarsi del prezioso Codex, uno strumento in grado di fargli ottenere un potere pericolosissimo. A sventare i piani di Darkar però intervengono le sei Winx.

## Modalità di gioco
Il gioco consiste in una contaminazione fra i tradizionali elementi degli sparatutto a scorrimento ed una serie di minigiochi, a cui si accede durante l'azione. Nel videogioco è possibile scegliere di guidare una delle sei protagoniste, e fra i vari minigiochi a cui è possibile accedere, ce n'è uno che ricalca lo stile dei giochi di danza in stile Dance Dance Revolution, mentre un altro riprende lo schema del classico Space Invaders.